# Hans von Toerring zu Seefeld und Jettenbach

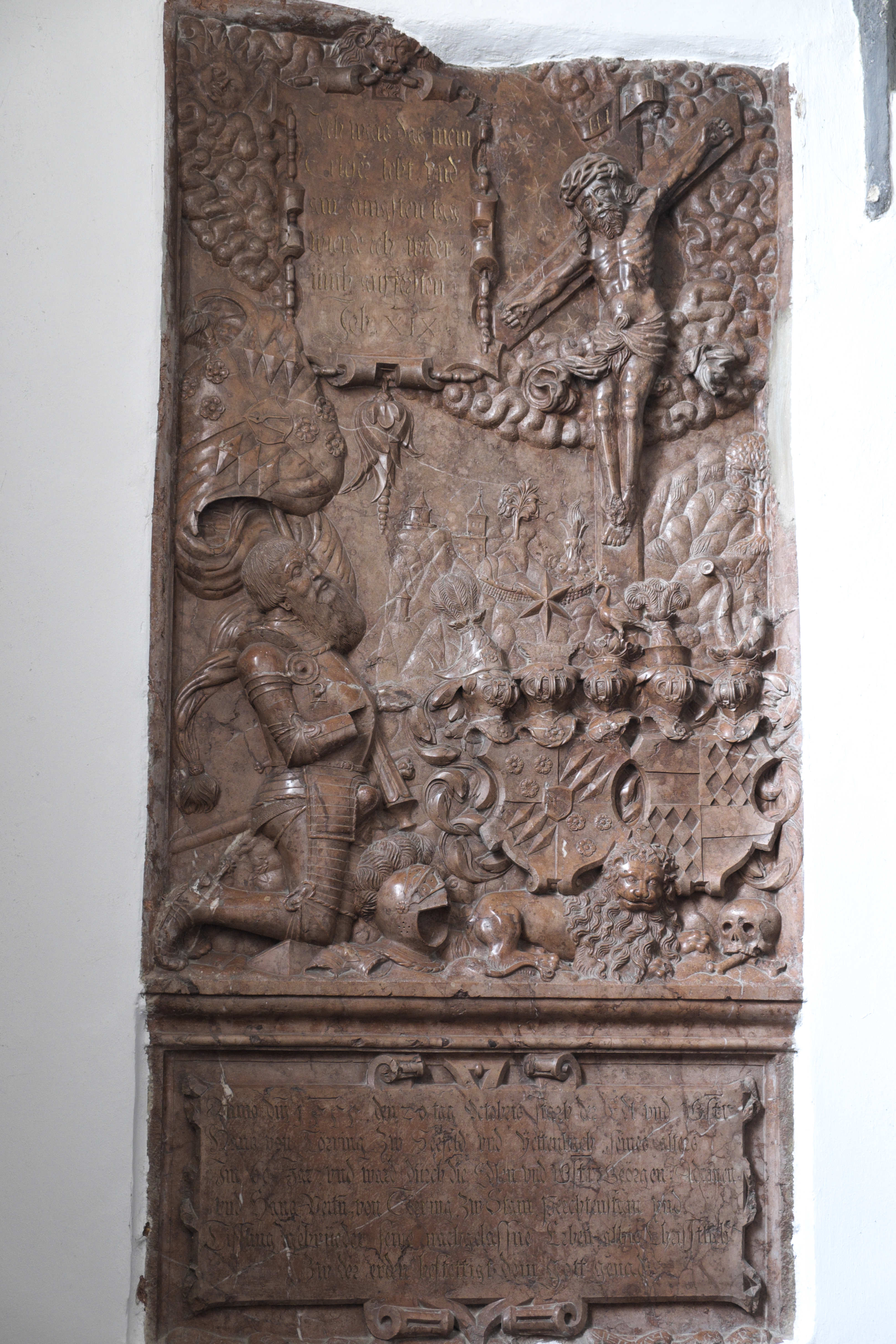
Epitaph für Hans von Toerring zu Seefeld

Hans von Toerring zu Seefeld und Jettenbach († 1555) entstammte der Adelsfamilie Toerring. Er war Grundherr in Seefeld und Jettenbach mit Sitz auf Schloss Seefeld. 
In der katholischen Kirche St. Peter und Paul in Oberalting befindet sich ein Epitaph für Hans von Toerring zu Seefeld. Es zeigt den vor einem Kruzifix knienden Ritter mit Fahne vor einer Landschaft. Daneben befindet sich sein Doppelwappen. Ganz unten hat der Bildhauer Caspar Weinhart sein Werk signiert.